# Șișman al Vidinului
Șișman al Vidinului (în bulgară Шишман, n. secolul al XIII-lea – d. secolul al XIV-lea, Vidin, Imperiul Otoman) a fost un conducător cuman al Țaratul Vidinului din anii 1270/anii 1280 până înainte de anul 1308/1313. Șișman, căruia i s-a acordat titlul de „despot” de către țarul bulgar George Terter I, era de origine cumană și a fost stabilit ca domn al Vidinului încă din anii 1270.
În 1291, a intrat sub suzeranitatea Hoardei de Aur (tătară) și în 1292 a fost responsabil de o campanie fără succes împotriva Serbiei vecine. Chiar dacă sârbii l-au prins pe Vidin în contraofensiva lor, poate datorită influenței tătare Șișman a fost pus la loc în rolul de conducător al regiunii, de data aceasta ca vasal al sârbilor. Cu toate acestea, el a continuat să-și stăpânească terenurile în mare măsură independent. Fiul său și urmașul său ca despot al Vidinului Mihai Șișman (n. 1280) a ajuns pe tronul bulgar din 1323 până în 1330, iar Șișman a fost fondatorul ultimei dinastii regale bulgare medievale, dinastia Șișman. Șișman a mai avut un fiu, Belaur, care a ajuns despot al Vidinului și Keratsa Petritsa, o nobilă (bolyarka) al cărei fiu a fost țarul Ioan Alexandru al Bulgariei între 1331 și 1371.

## Biografie
În 1291, o forță comună a lui Ștefan Dragutin și a regelui sârb Ștefan Uroș al II-lea Milutin a reușit să-i învingă pe frați Darman și Kudelin care conduceau împreună ceea ce este astăzi regiunea Braničevo (din Serbia modernă). Pentru prima dată, regiunea a intrat sub stăpânirea unui sârb, deoarece a fost anexată de Dragutin. Ca răspuns al anexării regiunii Braničevo de către Dragutin, prințul Șișman a început să atace domeniile sârbe din vestul său, în 1292.
Șișman a fost un vasal al lui Nogai Han, han al Hoardei de Aur și a căutat să-și extindă teritoriile către vest, invadând Serbia și ajungând până la Hvosno, dar bulgarii nu au reușit să cucerească Ždrelo (lângă Peć) și au fost urmăriți înapoi la Vidin de către sârbi. Milutin a devastat Vidinul și restul stăpânirii lui Șișman, făcându-l pe Șișman să se refugieze în cealaltă parte a Dunării. 
Cei doi au devenit totuși aliați după ce Ștefan Milutin l-a căsătorit pe županul Dragoš cu fiica lui Șișman, ulterior Milutin a dat-o de soție pe fiica sa Neda (cu titlul Anna) fiului lui Șișman, Mihai, care avea să devină țarul Bulgariei în 1323.

## Vezi și
- Darman și Kudelin
- Dinastia Șișman